# Еуґеніюс Бартуліс
Еуґеніюс Бартуліс (лит. Eugenijus Bartulis; нар. 7 грудня 1949, Каунас, Литовська РСР) — литовський католицький єпископ. Військовий ординарій Литви в 2000—2010 роках. Єпископ Шяуляя в 1997—2024 роках.

## Життєпис
Після закінчення в 1968 році середньої школи в Каунасі навчався в Каунаській семінарії (1971—1976). Після успішного закінчення семінарії висвячений на священика 30 травня 1976 року. Служив в парафіях у Кельме, Радвілішкісі і Каунасі. У 1989 році став настоятелем кафедрального собору Каунаса. Викладав в Каунаській семінарії, а в 1996 році був призначений її ректором.
28 травня 1997 року був призначений першим єпископом новоствореної Шяуляйської дієцезії, кафедру якої він займає по теперішній час. Єпископська хіротонія відбулася 29 червня 1997 року, її очолював архієпископ Сиґітас Тамкявічус. Після того, як в 2000 році в Литві було створено Військовий ординаріат, Бартуліс став його першим головою. У 2010 році подав у відставку з посади військового ординарія.
8 грудня 2024 року Папа Франциск прийняв зречення владики Еуґеніюса Бартуліса з посади правлячого єпископа Шяуляйської дієцезії.